# Rochus Schmid
Rochus Peter Schmid (* 1968 in Pullach) ist ein deutscher Chemiker und seit 2015 Professor am Lehrstuhl für Anorganische Chemie II der Ruhr-Universität Bochum.

## Leben
Rochus Schmid besuchte von 1974 bis 1978 die Grundschule Pullach und wechselte 1978 an das Gymnasium Pullach, wo er im Juni 1987 sein Abitur mit Note 1,3 bestand. Danach studierte er bis 1993 Chemie an der TU München. Im Dezember 1993 bekam Rochus Schmid sein Diplom verliehen, welches mit Note „sehr gut“ dotiert ist. Vier Jahre später verteidigte Rochus Schmid seine Doktorarbeit (Summa cum laude) mit dem Titel Theoretische Untersuchungen an katalyserelevanten Übergangsmetall-Komplexen und bekam seinen Doktortitel. Nach seinen Postdoc an der University of Calgary arbeitete er in mehreren Forschungseinrichtungen und an mehreren Universitäten. Seit 2015 ist Rochus Schmid Professor für Anorganische Chemie an der Ruhr-Universität Bochum und erforscht Computerchemie.
Neben seiner akademischen Laufbahn ist Schmid ambitionierter Kendoka. Dabei belegte er unter anderem zwischen 1994 und 1997 bei den Deutschen Kendo Mannschaftsmeisterschaften dreimal den dritten und einmal den zweiten Platz.

## Forschung
Bekannt wurde Schmid für seine Arbeit an der Forschung um die Beladung von hochporösen Koordinationspolymeren Wirtsgitter durch metallorganische chemische Gasphasenabscheidung Heutzutage leitet Schmid eine Forschungsgruppe an der Ruhr-Universität Bochum. Die Forschung der Gruppe konzentriert sich auf die Entwicklung und Anwendung theoretischer Methoden zur Simulation komplexer Systeme in der Materialchemie auf atomistischer Ebene. Sie versuchen, atomistische Modelle zu entwickeln, die in der Lage sind, die Längen- und Zeitskalen zu überbrücken und damit das eigentliche Problem bei der Simulation von Materialsystemen zu überwinden.

## Publikationen (Auswahl)
- S. Amirjalayer, M. Tafipolsky, R. Schmid, Molecular Dynamics Simulation of Benzene Diffusion in MOF-5: Importance of Lattice Dynamics, Angew. Chem. Int. Ed. 46, 463 (2007)[4]
- R. Schmid, M. Tafipolsky, An Accurate Force Field Model for the Strain Energy Analysis of the Covalent Organic Framework COF-102, J. Am. Chem. Soc. 130, 12600 (2008)[5]
- M. Tafipolsky, R. Schmid, Systematic First Principles Parameterization of Force Fields for Metal-Organic Frameworks using a Genetic Algorithm Approach, J. Phys. Chem. B 113, 1341 (2009)[6]
- S. Amirjalayer, M. Tafipolsky, R. Schmid, Exploring Network Topologies of Copper Paddle-Wheel based Metal-Organic Frameworks with a First Principles Derived Force Field, J. Phys. Chem. C 115, 15133 (2011)[7]
- S. Bureekaew, S. Amirjalayer, R. Schmid, Orbital directing effects in copper and zinc based paddle-wheel metal organic frameworks: the origin of flexibility, J. Mater. Chem. 22, 10249 (2012)[8]
- S. Bureekaew, S. Amirjalayer, M. Tafipolsky, C. Spickermann, T. K. Roy, R. Schmid, MOF-FF - A flexible first principles derived Force Field for Metal-Organic Frameworks, Phys. Stat. Sol. B 250, 1128 (2013)[9]
- H. Oh, S. B. Kalidindi, Y. Um, S. Bureekaew, R. Schmid, R. A. Fischer, M. Hirscher, A Cryogenically Flexible Covalent Organic Framework for Efficient Hydrogen Isotope Separation by Quantum Sieving, Angew. Chem. Int. Ed. 52, 13219 (2013)[10]
- Z. Fang, J. P. Dürholt, M. Kauer, W. Zhang, C. Lochenie, B. Jee, B. Albada, N. Metzler-Nolte, A. Pöppl, B. Weber, M. Muhler, Y. Wang, R. Schmid, R. A. Fischer, Structural Complexity in Metal‑Organic Frameworks: Simultaneous Modification of Open Metal Sites and Hierarchical Porosity by Systematic Doping with Defective Linkers, J. Am. Chem. Soc. 136, 9627 (2014)[11]
- S. Amirjalayer, M. Tafipolsky, R. Schmid, Surface Termination of the Metal-Organic Framework HKUST-1: A Theoretical Investigation, J. Phys. Chem. Lett. 5, 3206 (2014)[12]
- B. Konkena, K. Puring, I. Sinev, S. Piontek, O. Khavryuchenko, J. Dürholt, R. Schmid, H. Tüysüz, M. Muhler, W. Schuhmann, U. Apfel, Pentlandite rocks as sustainable and stable efficient electrocatalysts for hydrogen generation, Nature Comm. 7, 12269 (2016)[13]